# The Child Thou Gavest Me
The Child Thou Gavest Me is een Amerikaanse dramafilm uit 1921 onder regie van John M. Stahl. Destijds werd de film in Nederland uitgebracht onder de titel Het kind dat gij mij gegeven hebt.

## Verhaal
Op haar trouwdag wil Norma Huntley haar bruidegom Edward Berkeley opbiechten dat ze een kind heeft. Op aanraden van haar moeder ziet ze daarvan af. Tijdens de bruiloft wordt het kind naar de woning van de familie Huntley gebracht door de vrouw die ervoor zorgt. Wanneer Norma de zaak wil uitleggen, zweert Edward dat hij het kind zal adopteren en de vader doden. Hij nodigt zijn vriend Tom Marshall uit op zijn buiten, omdat hij hem ervan verdenkt de vader te zijn. Als hij hem samen met Norma aantreft tijdens een storm, schiet hij Tom dood. Norma vertelt vervolgens aan haar echtgenoot dat ze door een soldaat werd verkracht, toen ze aan het front in België dienstdeed als verpleegster tijdens de Grote Oorlog. Het begint Edward te dagen dat hij zelf die soldaat was. Hij wil zelfmoord plegen, maar Norma staat erop dat ze het kind samen opvoeden.

## Rolverdeling
| Acteur                | Personage        |
| --------------------- | ---------------- |
| Barbara Castleton     | Norma Huntley    |
| Adele Farrington      | Moeder van Norma |
| Winter Hall           | Vader van Norma  |
| Lewis Stone           | Edward Berkeley  |
| William Desmond       | Tom Marshall     |
| Richard Headrick      | Bobby            |
| Mary Elizabeth Forbes | Gouvernante      |